# Megachoriolaus clarkei
Megachoriolaus clarkei là một loài bọ cánh cứng trong họ Cerambycidae.